# Unité d'intervention opérationnelle rapide
Pour les articles homonymes, voir Kord.
L'unité d'intervention opérationnelle rapide, communément abrégée KORD, est une unité spéciale de la police nationale d'Ukraine conçue pour répondre à des situations d'urgence, dont le niveau est si élevé et complexe qu'il peut dépasser les capacités d'autres forces de réaction rapide ou d'unités opérationnelles de recherche.

## Missions
Parmi les principales missions de KORD sont,:
- Développer, préparer et mener des opérations spéciales pour capturer des criminels dangereux ;
- Réprimer les crimes commis par des membres de groupes criminels ;
- Libération d'otages ;
- Fournir un soutien de force dans la conduite d'actions de recherche opérationnelle ;
- Fournir un soutien aux autres unités de police pour assurer une puissance de feu supérieure sur les contrevenants ;
- Participer aux opérations antiterroristes menées par le Centre antiterroriste du Service de sécurité de l'Ukraine ;
- Étudier, résumer l'expérience nationale et étrangère, ainsi que les méthodes de travail d'unités étrangères similaires dans ce domaine;
- Assurer la mise en œuvre des mesures de sécurité pour les personnes impliquées dans des procédures pénales

## Historique

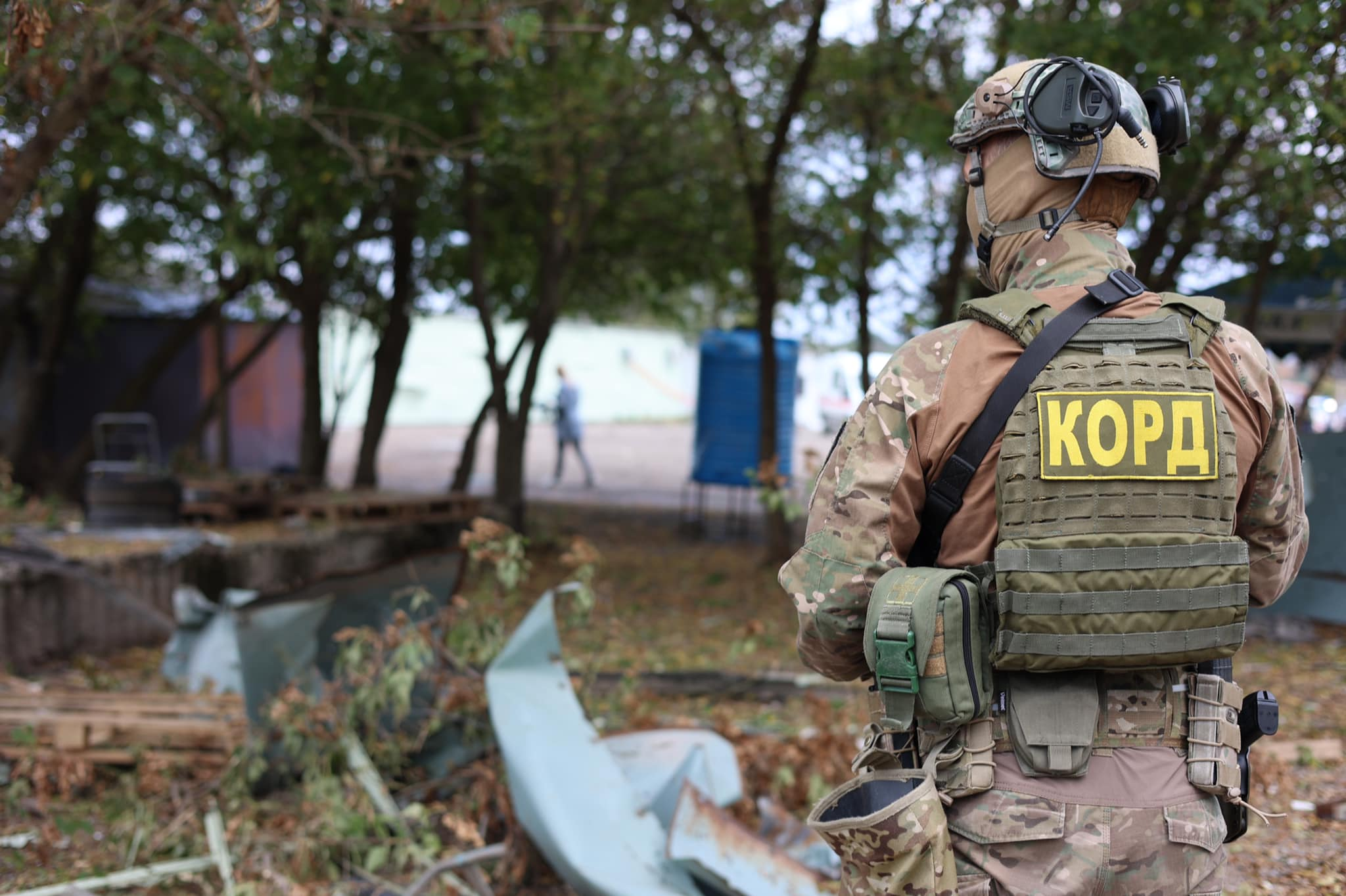
Présence du KORD lors de la Frappe aérienne du convoi de Zaporijjia.

Le KORD est impliqué dans les combats lors de l'invasion russe de l'Ukraine en 2022, tendant une embuscade aux chars et BMP russes.
L'unité est engagée lors de l'invasion de l'Ukraine par la Russie en 2022.